# ホセ・マヌエル・フラド
ホセ・マヌエル・フラド・マリン（José Manuel Jurado Marín, 1986年6月29日 - ）は、スペイン王国アンダルシア州カディス県出身のサッカー選手。ポジションは攻撃的ミッドフィルダー、セカンドトップ、左ウイング。

## 経歴
レアル・マドリードのカンテラで育つ。「ジネディーヌ・ジダンの後継者」「カンテラのジダン」と謳われ期待されていた。Bチームのレアル・マドリード・カスティージャでは数年主力選手として活躍。アルバロ・アルベロアや、ロベルト・ソルダード、ファンフラン、ディエゴ・ロペス等とBチームの黄金期を築き、2部リーグへ昇格させるなど攻撃の中心として活躍した。
また、ユース世代のスペイン代表を経験しており、2003年にはU-17欧州選手権で準優勝しU-17世界選手権に出場、準優勝した。なお2005年のワールドユースは、カスティージャで昇格争いをしていたため他のチームメイトと共に参加しなかった。U-21代表ではの主力選手であった。
しかしながら他のカンテラ出身の選手たちと同様、「銀河系軍団」と呼ばれたトップチームではほとんど出番を与えられることは無かった。2006年8月に同じマドリードを本拠とするアトレティコ・マドリードに移籍金300万ユーロの4年契約で、2年後に600万ユーロで買い戻せるオプション付きで移籍した。カンテラで育てた有望な若手を、よりによって隣のライバルチームに移籍させるレアル・マドリードの手法はメディアの注目を惹き、物議を醸した。
この移籍は、当時チームのスポーツディレクターを務めていたプレドラグ・ミヤトビッチが会長の休暇不在中に成立。その話を耳にした当時の会長ラモン・カルデロンは急いでチームへと戻り、アトレティコ側との会談を取り付けた。そして最初の条件は維持し、新たに、
1. 「最初の2シーズン、フラドをベルナベウでプレーさせた場合アトレティコに罰則が課されること。」
2. 「契約期間の4年の間にフラドを移籍させる場合、レアル・マドリードに優先交渉権があり、まず最初にレアル・マドリードと交渉しなければならない。」というこの2つの条件をなんとか追加させることが出来た。

移籍後は両サイドMFの主力である選手が相次いで怪我でいなくなったチーム事情から与えられたチャンスを見事に掴み、レアル・マドリード時代の鬱憤を晴らす切れのあるプレーを見せた。2007-08シーズンは出場機会が減少し、16試合出場にとどまる。
2008-09シーズンは出場機会を求めてマジョルカへレンタル移籍。35試合に出場し、9ゴール9アシストと活躍を見せた。
2009-10シーズンにアトレティコに復帰。不調に陥るチームの中でも好パフォーマンスを披露しレギュラーの座を掴む。
2010-11シーズン、シャルケ04からオファーを受け、クラブや監督のキケ・フローレスは難色を示したものの、移籍を強く希望し、夏の移籍市場が閉まる直前の2010年8月31日にシャルケへの移籍が決定した。
なお、移籍決定前に出場したリーガ・エスパニョーラ第1節・スポルティング・ヒホン戦で1ゴールを挙げ、アトレティコへの惜別弾となった。
シャルケでは同年12月4日のバイエルン戦で先制弾となる初ゴールを決めた。その次の試合となるUEFAチャンピオンズリーググループステージのベンフィカ戦ではラウルが胸で落としたボールから先制ゴールを決めた。チームはグループステージを首位で通過し、ホームで行われた準々決勝インテル戦2ndlegでラウルのゴールをアシストし、チームのクラブ史上初となるベスト4進出に貢献した。

## 所属クラブ
- レアル・マドリード・カスティージャ 2003-2006
- レアル・マドリード 2005-2006
- アトレティコ・マドリード 2006-2010

→ RCDマジョルカ (on loan) 2008-2009
- シャルケ04 2010-2013

→ FCスパルタク・モスクワ (on loan) 2012-2013
- FCスパルタク・モスクワ 2013-2015
- ワトフォードFC 2015-2016
- RCDエスパニョール 2016-2018
- アル・アハリ・ジッダ 2018-

## タイトル

### クラブ
アトレティコ・マドリード
- UEFAインタートトカップ: 2007
- UEFAヨーロッパリーグ: 2009-10
- UEFAスーパーカップ: 2010

シャルケ04
- DFBポカール: 2010-11
- DFLスーパーカップ: 2011